# Феодосийская женская гимназия Гергилевич
Феодосийская женская гимназия Гергилевич, Частная гимназия Гергилевич — среднее частное учебное заведение в Феодосии в Таврической губернии Российской империи. Существовала с 1905 по 1920 год.

## История

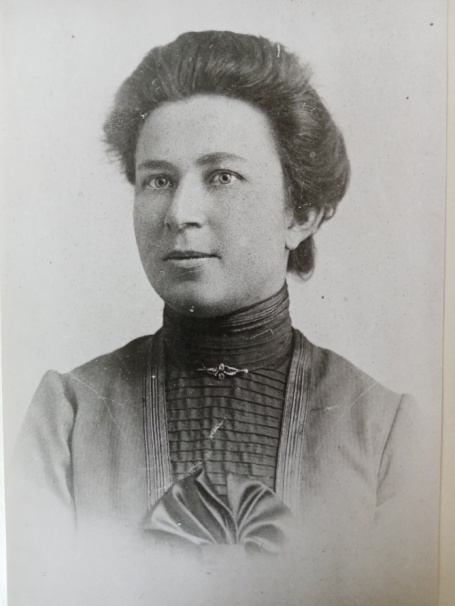
Директриса Вера Матвеевна Гергилевич

Вера Матвеевна Гергилевич (в девичестве Нич) (1878—1918) получила педагогическое образование. Она служила как классная дама и классная надзирательница в мужской и женской гимназиях Феодосии. Её супруг, Георгий Капитонович Гергилевич (1875-1918), преподаватель пения, работал в большинстве учебных заведения Феодосии. 23 августа 1905 год в Феодосии она открыла частную женскую гимназию Гергилевич. В первый год она имела статус женское училище второго разряда. С 1906 года - гимназия, с  28 сентября 1907 года с появлением выпускного класса - полная гимназия. Здание гимназии построено по проекту известного архитектора Г. Л. Кейля, для строительства брались кредиты.
Открылась частная женская гимназия в доме ул. Дурантовской (ныне улица Богаевского) открылась частная женская гимназия. Базовое обучение было семиклассным, но имелся и восьмой педагогический класс. По положению 1870 года выпускница 7 класса получала диплом начальной учительницы, восьмого класса — домашней учительницы, медалистки получали диплом домашней наставницы. Учились девочки из семей с разным достатком, поэтому была введена форма, одинаковая для всех гимназисток.
Женские гимназии в Российской империи все были платными. Но если казенная Феодосийская женская гимназия получала субсидии и по линии Министерства просвещения и по линии городской думы, то частной гимназии для поддержания доступных цен приходилось опираться на частные пожертвования. В городе было создано «Общество попечения о недостаточных учащихся Феодосийской женской гимназии, учрежденной В. М. Гергилевич». В него входило 166 действительных членов, плативших членские взносы. Были и «жертвователи», которые давали деньги, вещи. В 1912 году их насчитывалось 109: Княжевичи, Стамболи, Крымы, Чарнецкие, Хаджи, Дуранте, Гергилевичи и другие. Председателем правления Общества выбрали Н. А. Айвазовскую, членами правления — В. М. Гергилевич, В. А. Княжевич, Г. Э. Сипачеву, З. И. Юделевич. Задачами правления было изыскание средств на нужды большого количества «недостаточных» учащихся: их плату за учёбу, на учебные пособия, одежду, горячие завтраки. Для получения средств силами учениц и желающих взрослых устраивались спектакли, концерты, вечера, танцы, конкурсы по музыке, пению, декламации.
В октябре 1916 года в Феодосии возникло литературно-художественное общество «Киммерика». Оно было основано по инициативе М. А. Волошина. Активно участвовали в деятельности «Киммерики» Волошин, В. Э. Дембовецкий, преподаватель словесности Ю. А. Галабутский, поэтесса Г. В. Полуэктова, актриса Ф. Г. Раневская и другие. Первое собрание состоялось в помещении управления порта 12 октября 1916 года, на нём присутствовало до 130 человек. 22 октября в зале частной гимназии В. М. Гергилевич состоялось первое публичное заседание литературной секции.  
В аренду сдавался большой концертный зал, где выступали приезжие артисты из московских и петербургских театров. Дважды в нём пел Александр Вертинский. Сохранились программа его вечера «Печальных песенок Пьеро», состоявшегося в декабре 1917 года, и его фотография в костюме Пьеро с автографом: «Я буду помнить милую, милую внимательную публику этого зала».
Только к 1918 году Георгий Капитонович и Вера Матвеевна Гергилевичи выплатили все долги по ссудам на строительство гимназии.
В 1918 году прямо во время урока, стоя у доски умирает от паралича сердца Вера Матвеевна. Незадолго до свой смерти Георгий Капитонович Гергилевич оформил документы для передачи гимназии советскому государству. В том же 1918 году Георгия Капитоновича не стало. В Крыму часто меняются красные и белые власти, гимназия закрывается в 1920 году.
История крымских гимназий завершилась 27 ноября 1920 года, когда Крымревком издал приказ № 57 о перестройке работы учебных заведений Крыма. После национализации здания тут разместилась Феодосийская школа №2. Здание было сильно разрушено во время Великой Отечественной войны.

## Начальницы гимназии
- 1905—1918 В. М. Гергилевич[2].

## Известные преподаватели
- Дембовецкий, Василий Эдуардович — русский поэт серебряного века, учёный-филолог, педагог. С 1911 года преподавал в гимназии русскую словесность, параллельно работал в Феодосийском учительском институте.